# Ármin Pécsi
Ármin Pécsi (Hainburg an der Donau, 24 febbraio 2005) è un calciatore ungherese, portiere del Liverpool.

## Carriera

### Club
È cresciuto nel settore giovanile della Puskás Akadémia e nell'estate del 2023 è stato ceduto in prestito allo Csákvári. Rientrato dopo soli sei mesi, ha debuttato in prima squadra il 4 febbraio nell'incontro di Nemzeti Bajnokság I perso 2-1 contro il Paks e nei mesi successivi è stato promosso al ruolo di portiere titolare.

### Nazionale
Ha giocato nelle nazionali giovanili ungheresi Under-17, Under-19 e Under-21.

## Statistiche

### Presenze e reti nei club
Statistiche aggiornate al 9 gennaio 2025.
| Stagione               | Squadra                | Campionato             | Campionato | Campionato | Coppe nazionali | Coppe nazionali | Coppe nazionali | Coppe continentali | Coppe continentali | Coppe continentali | Altre coppe | Altre coppe | Altre coppe | Totale | Totale | Totale |
| Stagione               | Squadra                | Comp                   | Pres       | Reti       | Comp            | Pres            | Reti            | Comp               | Pres               | Reti               | Comp        | Pres        | Reti        | Pres   | Reti   |        |
| ---------------------- | ---------------------- | ---------------------- | ---------- | ---------- | --------------- | --------------- | --------------- | ------------------ | ------------------ | ------------------ | ----------- | ----------- | ----------- | ------ | ------ | ------ |
| 2023-gen. 2024         | Csákvári               | NB2                    | 18         | -24        | CU              | 0               | 0               | -                  | -                  | -                  | -           | -           | -           | 18     | -24    |        |
| gen.-giu. 2024         | Puskás Akadémia        | NB1                    | 16         | -15        | CU              | 0               | 0               | -                  | -                  | -                  | -           | -           | -           | 16     | -15    |        |
| 2024-2025              | Puskás Akadémia        | NB1                    | 14         | -15        | CU              | 1               | 0               | UECL               | 4                  | -7                 | -           | -           | -           | 19     | -22    |        |
| Totale Puskás Akadémia | Totale Puskás Akadémia | Totale Puskás Akadémia | 30         | -30        |                 | 1               | 0               |                    | 4                  | -7                 |             | -           | -           | 35     | -37    |        |
| Totale carriera        | Totale carriera        | Totale carriera        | 48         | -54        |                 | 1               | 0               |                    | 4                  | -7                 |             | -           | -           | 53     | -61    |        |